# Bistum Tagbilaran
Das Bistum Tagbilaran (lateinisch Dioecesis Tagbilaranus) ist eine auf den Philippinen gelegene römisch-katholische Diözese mit Sitz in Tagbilaran.

## Geschichte
Das Bistum Tagbilaran wurde am 8. November 1941 von Papst Pius XII. mit der Apostolischen Konstitution In sublimi aus Gebietsabtretungen des Erzbistums Cebu errichtet und diesem als Suffraganbistum unterstellt. Am 9. Januar 1986 gab das Bistum Tagbilaran Teile seines Territoriums zur Gründung des Bistums Talibon ab.
Das Bistum Tagbilaran umfasst die Provinz Bohol.

## Bischöfe von Tagbilaran
- Julio Rosales y Ras, 1946–1949, dann Erzbischof von Cebu
- Manuel Mascariñas y Morgia, 1951–1976
- Onesimo Cadiz Gordoncillo, 1976–1986, dann Erzbischof von Capiz
- Felix Sanchez Zafra, 1986–1992
- Leopoldo Sumaylo Tumulak, 1992–2005, dann Philippinischer Militärbischof
- Leonardo Yuzon Medroso, 2006–2016
- Alberto Uy, 2016–2025, dann Erzbischof von Cebu
- Sedisvakanz, seit 2025